# Machaeromeryx
Machaeromeryx — вимерлий рід парнопалих ссавців з родини кабаргових (Moschidae), що жили в міоцені в Північній Америці (Панама, Флорида, Небраска, Каліфорнія). Відомі види: Machaeromeryx gilchristensis, Machaeromeryx tragulus.

## Опис
Machaeromeryx — найменший відомий кабарга з підродини Blastomerycinae з розрахунковою вагою приблизно дев’ять кілограмів. Ця вага відповідає вазі менших екземплярів сучасного кабарги (Moschus moschiferus). Machaeromeryx мав багато розвинених особливостей щодо будови тіла та зубів. Спосіб життя, ймовірно, був таким же, як і сучасні кабарги, шукаючи їжу в густій рослинності вздовж берегів річок і в заростях.